# Флоренс (Міннесота)
Флоренс (англ. Florence) — місто (англ. city) в США, в окрузі Лайон штату Міннесота. Населення — 28 осіб (2020).

## Географія
Флоренс розташований за координатами 44°14′12″ пн. ш. 96°3′12″ зх. д. / 44.23667° пн. ш. 96.05333° зх. д. (44.236753, -96.053299).  За даними Бюро перепису населення США в 2010 році місто мало площу 0,71 км², уся площа — суходіл. В 2017 році площа становила 0,59 км², уся площа — суходіл.

## Демографія
Згідно з переписом 2010 року, у місті мешкало 39 осіб у 14 домогосподарствах у складі 11 родини. Густота населення становила 55 осіб/км².  Було 20 помешкань (28/км²).
Расовий склад населення:
| - 74,4 % — білих - 23,1 % — осіб інших рас |

До двох чи більше рас належало 2,6 %. Частка іспаномовних становила 23,1 % від усіх жителів.
За віковим діапазоном населення розподілялося таким чином: 30,8 % — особи молодші 18 років, 64,1 % — особи у віці 18—64 років, 5,1 % — особи у віці 65 років та старші. Медіана віку мешканця становила 39,3 року. На 100 осіб жіночої статі у місті припадало 85,7 чоловіків;  на 100 жінок у віці від 18 років та старших — 107,7 чоловіків також старших 18 років.
Середній дохід на одне домашнє господарство  становив 67 814 долари США (медіана — 73 125), а середній дохід на одну сім'ю — 76 450 доларів (медіана — 78 750). 
Цивільне працевлаштоване населення становило 7 осіб. Основні галузі зайнятості: будівництво — 28,6 %, сільське господарство, лісництво, риболовля — 28,6 %, транспорт — 14,3 %, мистецтво, розваги та відпочинок — 14,3 %.